# 2216 Kerch
2216 Kerch este un asteroid din centura principală, descoperit pe 12 iunie 1971 de Tamara Smirnova.